# Dvorane
Dvorane (Дворане) ist ein Ort in der serbischen Gemeinde Kruševac.
Der Ort hat 683 Einwohner (Zensus 2023).